# Russische militaire begraafplaats in Heinersdorf
De Russische militaire begraafplaats in Heinersdorf in de gemeente Steinhöfel is een militaire begraafplaats in Brandenburg, Duitsland. Op de begraafplaats liggen omgekomen Russische militairen uit de Tweede Wereldoorlog.

## Begraafplaats
Vrijwel alle militairen kwamen aan het einde van de oorlog om het leven. Op de begraafplaats bevindt zich, naast de graven, een centraal gelegen monument. Er liggen Er liggen 468 omgekomen militairen.